# شعر نیمایی
شعر نیمایی، به عنوان یکی از تحول‌آفرین‌ترین جنبش‌های ادبی در تاریخ شعر فارسی، جایگاهی ویژه در تاریخ ادبیات فارسی دارد. این شیوه از شعرسُرودن، که با نام نیما یوشیج، شاعر پیشگام و نوآور قرن چهاردهم شمسی گره خورده است، نه تنها ساختارهای کهن شعر فارسی را دگرگون کرد، بلکه افق‌های تازه‌ای را در بیان شاعرانه گشود. شعر نیمایی با شکستن قالب‌های سنتی و ایجاد پیوندی عمیق میان ساختار و محتوا، راه را برای تجربه‌های شعری نوین هموار ساخت و تأثیری ماندگار بر نسل‌های بعدی شاعران گذاشت.
نیما یوشیج با نگاهی نقادانه به سنت‌های پیشین و با الهام از تحولات ادبی جهان، به تدریج سبکی را پایه گذاشت که هم از نظر زبانی و هم از نظر ساختاری، با شعر کهن فارسی تفاوت داشت. وزن و قافیه در شعر نیمایی نه به عنوان چهارچوب‌های الزامی، بلکه به مَثابه ابزارهایی انعطاف‌پذیر برای انتقال حس و اندیشه به کار گرفته شدند. این رویکرد، به شاعر آزادی بیشتری در بیان مضامین اجتماعی، عاطفی و فلسفی داد و شعر را از انزوای ذهنی به عرصه زندگی روزمره کشاند.
یکی از ویژگی‌های برجسته شعر نیمایی، پیوند آن با طبیعت و زندگی روستایی است که بازتابی از زیستگاه و خاستگاه نیما، یعنی منطقه یوش مازندران، به‌شمار می‌رود. تصاویر زنده، توصیف‌های دقیق و استفاده از عناصر بومی، این شعر را از ذهن‌گرایی محض فاصله داد و به آن رنگ و بویی تازه بخشید. در عین حال، شعر نیمایی به مسائل انسانی و اجتماعی نیز پرداخت، و گاه به بیانی نمادین، دردها و آرزوهای جامعه خود را بازتاب داد.
پس از نیما، شاعرانی چون احمد شاملو، مهدی اخوان‌ثالث، فروغ فرخ‌زاد و سهراب سپهری هر یک به شیوه‌ای خاص، این راه را ادامه دادند و سبک نیمایی را گسترش دادند. بررسی این جریان شعری، تنها بازخوانی تاریخ ادبیات نیست، بلکه کاوشی است در فرایندهای ذهنی و اجتماعی‌ای که هنر را با زندگی پیوند می‌زنند.

## افسانه، تحولی بزرگ
در سال ۱۳۰۱ قسمتی از «افسانه» منتشر می‌شود. یوشیج می‌گوید "در آن زمان در تغییر طرز ادای احساسات عاشقانه به هیچ وجه سخنی در میان نبود. ذهن‌هایی که با موسیقی یکنواخت و محدود شرقی عادت داشتند با ظرافت‌کاری‌های غیرطبیعی غزل‌های قدیم مأنوس بودند … افسانه، با موسیقی آنها جور نشده بود. عیب گرفتند. رد شد …" باتوجه به مقدمهٔ کوتاهی که خود نیما بر این شعر نوشته است ویژگی‌های «افسانه» را به شرح زیر می‌توانیم برشماریم:
- نوع تغزل آزاد که شاعر در آن به گونه‌ای عرفان زمینی دست پیدا کرده است.
- منظومه‌ای بلند و موزون که در آن مشکل قافیه پس از هر چهار مصراع با یک مصراع آزاد حل شده است.
- توجه شاعر به واقعیت‌های ملموس و در عین حال نگرشی عاطفی و شاعرانهٔ او به اشیا.
- فرق نگاه شاعر با شاعران گذشته و تازگی و دور بودن آن از تقلید.
- نزدیکی آن، در پرتو شکل بیان محاوره‌ای، به ادبیات نمایشی (دراماتیک).
- سیر آزاد تخیل شاعر در آن.
- بیان سرگذشت بی دلی‌ها و ناکامی‌های خود شاعر که به طرز لطیفی با سرنوشت جامعه و روزگار او پیوند یافته است.[۳]

روح غنایی و مواج افسانه و طول و تفصیل داستانی و دراماتیک اثر منتقد را بر آن می‌دارد که بر روی هم بیش از هر چیز تأثیر نظامی را بر کردار و اندیشهٔ نیما به نظر آورد حال آن که ترکیب فلسفی و صوری و به ویژه طول منظومه، زمان سرودن آن، کیفیت روحی خاص شاعر به هنگام سرودن شعر، ذهن را به ویژگی‌های شعر «سرزمین بی‌حاصل»، منظومهٔ پرآوازهٔ تی.اس. الیوت شاعر و منتقد انگلیسی منتقل می‌کند که اتفاقاً سرایندهٔ آن هم‌زمان نیما و در نقطهٔ دیگر از جهان سرگرم آفرینش مهم‌ترین منظومهٔ نوین در زبان انگلیسی بود.

## شعر نیمایی پیش از نیما
صدرالدین عینی، از بزرگ‌ترین مدافعان زبان پارسی در محدودهٔ مرزهای شوروی سابق، یکی از نخستین سرایندگان شعر نو فارسی است. پنج سال پیش از آن‌که نیما «افسانهد، عینی در وزنی نزدیک به همان وزن (مصراع نخستِ هر بیت: فاعلن فاعلن فاعلن فع، یعنی همان وزن «افسانه»؛ مصراع دوم هر بیت: فاعلن فاعلن فاعلن) شعری سروده‌بود به نام «مارشِ حریت»:
مارش حریت
ای ستمدیدگان، ای اسیران!

وقت آزادیِ ما رسید
مژدگانی دهید، ای فقیران!

در جهان صبحِ شادی دمید…
هر ستمگارِ دون، خرّم و شاد

سال‌ها جام عشرت چشید
در شب تیرهٔ جور و بیداد

هر ستمدیده محنت کشید…

علاوه بر او، از ابوالقاسم لاهوتی و تقی رفعت نیز به عنوان شاعرانی یاد می‌شود که پیش از نیما دست به سرایش شعر نو زده‌اند. شمس لنگرودی می‌نویسد: 
«نخستین شعر نو را در ایران، ابوالقاسم لاهوتی در سال ۱۲۸۸ خورشیدی سروده است. هرچند بسیاری این صفت را به تقی رفعت نسبت می‌دهند.»

## همه‌گیری
سالهای ۳۰–۱۳۲۵ به تعبیر طاهباز زمان زبان باز کردن نسل‌های بعدی است. گذشته از شیبانی و شاملو و آینده، در فواصلی کم و بیش نزدیک، سایه و کسرایی و کمی بعد م. آزاد و سهراب سپهری در این راهند. این شیوه سرودن شعر به سرعت جایگزین شعر کلاسیک فارسی گردید و سپس با ایجاد تفاوت‌هایی در فرم شعر نو، آن را به شیوه‌های نیمایی، سپید، حجم و … دسته‌بندی کردند.
تلاش نیما یوشیج برای تغییر دیدگاه سنتی شعر فارسی بود و این تغییر محتوا را ناگزیر از تغییر فرم و آزادی قالب می‌دانست. آزادی که نیما در فرم و محتوا ایجاد کرد، در کار شاعران بعد از وی، مانند احمد شاملو، مهدی اخوان ثالث، فروغ فرخزاد، سهراب سپهری و منوچهر آتشی به نقطه‌های اوج شعر نو رسید. با این حال نیما شعر خود را از لحاظ نگرش به جهان و محتوای کار پیشروتر و تازه‌تر از کار شاعران بعدی مانند شاملو به‌شمار می‌آورد.

## زمینه تاریخی

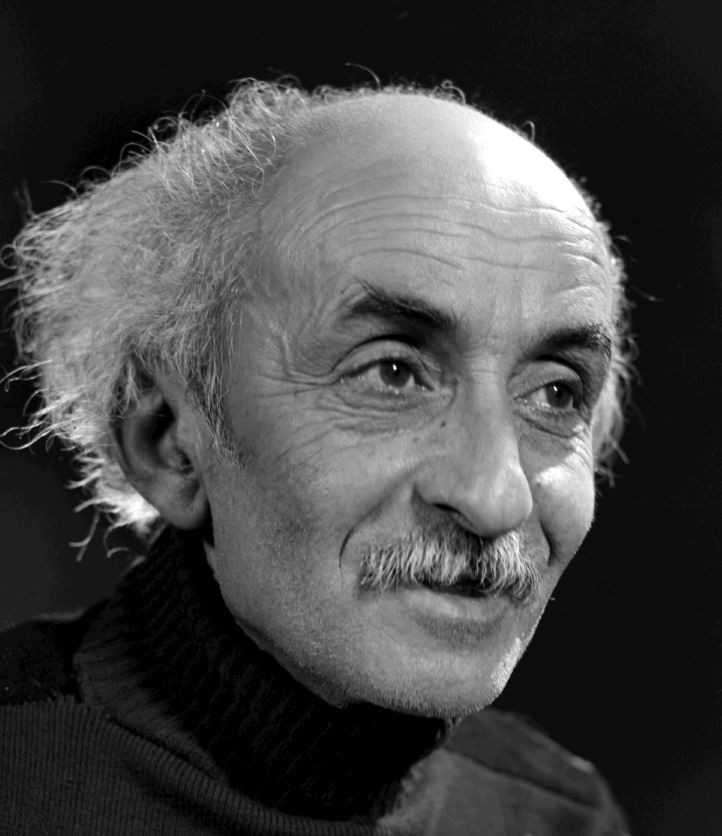
نیما یوشیج، پدر شعر نو فارسی

با شروع جنبش مشروطه‌خواهی ایرانیان بینشی تازه رواج یافت که بر طبق آن عصری تازه فرا رسیده است که با همه دوره‌های تاریخ ملی تفاوت دارد. روشنفکران این دوران معتقد بودند که عصر استبداد سیاسی به پایان رسیده است و همه احساس می‌کردند که باید در عرصه فرهنگ نیز تحولی مشابه اتفاق بیفتد. شاعران و نویسندگان این عصر در پی زیباشناسی جدیدی بودند و می‌خواستند شعری تازه بسرایند که با شعر گذشته فارسی فرق داشته باشد.
یکی از عوامل مؤثر دیگر در تحولات ادبی این دوران آشنایی روشنفکران ایرانی با ادبیات اروپایی بود. به باور آنان انقلاب مشروطیت با انقلاب فرانسه مشابهت داشت و قادر بود فضای تازه‌ای ایجاد کند که در آن چهره‌های برجسته‌ای پرورش یابند که با شاعران و نویسندگان برجسته اروپا قابل مقایسه باشد. علاقه و توجه روشنفکران به ادبیات اروپا و به‌خصوص ادبیات فرانسه باعث شد تا برخی آثار نویسندگان بزرگ آن زمان اروپا مانند ویکتور هوگو، لامارتین، ژان ژاک روسو، آلفونس دوده و شاتو بریان ترجمه شود که بر نوشته‌های بسیاری از ادیبان ایرانی تأثیر گذاشت.

## شعر کلاسیک فارسی
مطابق نظریات سنتی در شعر فارسی تعداد ارکان عروضی هر شعر در محور عمودی همواره ثابت می‌ماند. نیز بنا به اقتضای قالب یا نوع ادبی شعر (نظیر غزل، مثنوی و رباعی)، قافیه با فرمولی ثابت تکرار می‌شد.

## نظر نیما در باب شعر سنتی فارسی
نیما در ابتدای شاعری خود از شعر کهن فارسی نفرت داشت. اما بعدها نگاه خود را تغییر داد. نیما زمانی نوشته بود:
از تمام ادبیات گذشته قدیمی نفرت غریبی داشتم… اکنون می‌دانم که این نقصانی بود.
و در جای دیگری می‌نویسد:
من خودم یکی از طرفداران پا بر جای ادبیات قدیم فارسی و عربی هستم.

## مخالفت سنت‌گرایان
وقتی نیما نظریه ادبی خود را تدوین می‌کرد حامیان شعر سنتی فارسی که باورهای خود را در معرض هجومی تمام عیار می‌دیدند اظهار داشتند که شعر فارسی به عنوان ارجمندترین نماد فرهنگی ایران در معرض نفوذ بیگانگان قرار گرفته است. از نظر آنان شعر نو نشانه تسلیم فرهنگی در برابر خارجی‌ها بود و به زودی روح فرهنگ ایرانی را نابود خواهد کرد. سنت‌گرایان در حقیقت معتقد بودند که نیما و پیروانش با این سنت آشنایی ندارند و حتی نیما را به مرگ تهدید کردند.
نگاه محافل دانشگاهی به شعر نیما تا دهه چهل خورشیدی منفی بود و از پذیرش آن سر باز می‌زدند. اما نگاه سنت‌گرایان دانشگاهی به نظریات نیما با تلاش برخی استادان که به‌خصوص با نقد ادبی نو آشنایی داشتند رفته رفته تغییر کرد. در میان کسانی که نقشی مهم در تغییر نگرش رایج در دهه چهل خورشیدی داشتند باید از غلامحسین یوسفی و محمد رضا شفیعی کدکنی یاد کرد.

## حمایت نوگرایان
برخی از شاعرانی که امروز در زمره نوگرایان به حساب می‌آیند از نخستین حامیان نیما بودند. از جمله این افراد باید به احمد شاملو، اسماعیل شاهرودی، هوشنگ ابتهاج و مهدی اخوان ثالث اشاره کرد.

## شعر نیمایی و تحول اجتماعی در ایران نو
نیما می‌کوشید شعر معاصر فارسی را با نیازهای ایران نو سازگار کند. پس از جنبش مشروطه عرصه حیات اجتماعی ایران تغییر کرده بود. پیش از شعر، نثر فارسی با تلاش‌های کسانی نظیر طالبوف، حاج زین‌العابدین مراغه‌ای، صور اسرافیل و دیگران متحول شده بود و به نوعی خود را سازگار کرده بود. به‌طور کلی شعر جدید اشتیاقی خاص برای پرداختن به مسائل اجتماعی از خود نشان می‌دهد، در حالی که شعر کلاسیک چنین نیست.
نیما اگر چه هنوز هم مخالفانی در میان شاعران سنت‌گرا دارد توانسته است پیروان قابل توجهی برای خود دست و پا کند و ظرفیت تازه‌ای به شعر کهن فارسی اضافه کند.

## شاعران نیمایی
- حسین منزوی
- مهدی اخوان ثالث
- سهراب سپهری
- فروغ فرخزاد
- هوشنگ ابتهاج
- منوچهر آتشی
- محمدرضا شفیعی کدکنی
- مرتضی شمس
- م. آزاد
- احمد شاملو
- قیصر امین پور
- رضا براهنی
- هوشنگ ایرانی
- کارو دردریان
- طاهره صفارزاده
- احمدرضا احمدی
- سید علی صالحی
- محمدعلی سپانلو
- محمد حقوقی
- آزاده اسدی
- منصور اوجی
- علی باباچاهی
- مفتون امینی
- سیاوش کسرایی
- یدالله رؤیایی
- نصرت رحمانی
- اسماعیل خویی
- فرخ تمیمی
- فریدون مشیری
- نادر نادرپور
- حمید مصدق
- محمد زهری
- اسماعیل شاهرودی
- مرتضی امیری اسفندقه
- سلمان هراتی